# Steve Johnson (Künstler)
Steve Johnson (* 1953 in Whitstable, England) ist ein englischer Bildhauer und Zeichner.

## Leben
Steve Johnson studierte von 1974 bis 1977 Kunst am Bath Lane College of Arts & Technology in Newcastle-upon-Tyne und am Goldsmiths College, University of London; dort graduierte er mit dem Bachelor of Arts. Von 1981 bis 1982 studierte er Design am Chelsea College of Art and Design in London und erwarb den Master of Arts. Bereits während des Studiums erhielt er zahlreiche Preise und Stipendien. Von 1996 bis 2001 nahm er an Artist-in-Residence-Programmen und Gastvorlesungen in England, der Schweiz und Berlin teil. Johnson lebt und arbeitet in London und lehrt an der Universität der Künste, London.

## Werk
Im Mittelpunkt des bildhauerischen Werkes von Steve Johnson steht seit 1998 die Architektur. Indem er reale Gebäude en miniature als detailgetreue Architekturmodelle nachbildet und samt der darunter befindlichen Erde hoch an die Wände der Ausstellungsräume hängt, vermittelt er ungewöhnliche Wahrnehmungsperspektiven. Als Sujet dienen ihm hierbei u. a. Datschen, Pubs oder Verkehrsinseln. Johnson will damit den Blick auf das eigentlich Unsichtbare, im weiteren Sinne die Materie, auf der diese Architekturen gebaut sind, das Erdreich, richten. Die über den mächtigen Erdbrocken thronenden Gebäude sind dabei jeglicher haptischen und visuellen Annäherung entzogen.

## Ausstellungen (Auswahl)

### Einzelausstellungen
- 2010 Every day's a film with no script, DavisKlemmGallery, Frankfurt
- 2006 The Architecture of Pleasure, Rudolf-Scharpf-Galerie, Ludwigshafen; Krammig & Pepper Contemporary, Berlin
- 2005 Architektur der Freude, Galerie Ulrike Buschlinger, Wiesbaden
- 2004 Earth Works 1998–2004, Art Track Gallery, Gent
- 2003 The Street Enters The House, pepperprojects, Berlin
- 2001 Galerie Ulrike Buschlinger, Wiesbaden; 2yk Gallery, Berlin
- 2000 Kunsthaus, Dresden; büro für kunst, Dresden
- 2012 Off the wall (mit Peter Weber); DavisKlemmGallery, Frankfurt
- 2012 Gist Gallery, Amsterdam

### Gruppenausstellungen
- 2008: Steve Johnson – Wolfgang Schlegel: SINGERSONGWRITER Büro für Kunst, Dresden
- 2005 Art Cologne, Köln; Art Frankfurt, Frankfurt am Main; Longside Gallery, Yorkshire Sculpture Park
- 2003 Woodlands Gallery, London; Henry Moore Institute, Leeds
- 2002 Galerie Ulrike Buschlinger, Wiesbaden
- 2012 A world apart; Dyrham Park Palace, Dyrham